# ロンドン金融市場
ロンドン金融市場（ロンドンきんゆうしじょう）とは、ロンドンにある世界的金融市場。ニューヨークや香港と並ぶ世界三大金融センターのひとつである。いわゆるシティ、とくにロンバード・ストリート一帯に密集した市中銀行や手形割引業者など各種金融業者が、イングランド銀行を頂点に、相互に密接な連携を保って展開する金融の営み（商品としての資本の売買、すなわち利子生み資本の貸付けという関係）がロンドン金融市場を構成している。それは世界で最も理想的に組織された金融市場といわれ、世界経済に大きな影響を与えてきたとともに、各国の金融市場のモデルとされてきた。
ロンドン金融市場は短期市場（貨幣市場）と長期市場（資本市場）とから成るが、前者が中心で、よく整備されていることが特徴的である。貨幣市場の主軸は手形割引市場であり、その担い手はまず割引商会（ディスカウント・ハウス）である。彼らは19世紀初頭の手形仲買人（ビル・ブローカー）に起源をもち、初めは単なる手形のブローカーであったが、1830年代頃から自己の勘定で内外手形を買い入れるディーラーに成長し、割引商会と呼ばれるようになった。オーバレンド・ガーニー商会などが有名であるが、21世紀初頭までにはロンドン割引市場協会加盟の少数有力会社がシンジケートを形成するようになった。彼らは1930年代から、大蔵省証券や短期政府債の取引も手がけてきた。割引商会はイングランド銀行に割引勘定を開設しているが、日常の資金源は市中預金銀行その他（内外銀行、保険会社、引受商会など）から借り入れる短資、すなわち1日ないし1週間の期限をもち、それ以後ならいつでも返還を請求しうるコール・マネーである。コール市場はロンドン貨幣市場の調節弁の機能をもち、その金利（コール・レート）は市況のバロメーターとなっている。
貨幣市場はこうして割引市場とコール市場という2つの公開市場をもっているが、両者を安全・円滑に機能させる最後の貸手が中央発券銀行たるイングランド銀行である。コール・ローンは市中銀行にとって必要に応じて回収可能な、預金に対する第2線（現金に次ぐ）支払準備をなしているが、銀行がいっせいにこのコールを引き上げる金融逼迫期には、割引商会はイングランド銀行に手形の再割引（または手形担保貸付け）を求めてコールの返済に充当できた。そのためロンドン金融市場はなによりも手形割引と預金業務を中核とする商業銀行の体系であるとともに、単一準備・単一発券のピラミッド組織を特徴としている。なお、ロンドン金融市場の各種利子率はイングランド銀行の公定歩合を基準として連動する一つの体系をなしており、第一次大戦後の時点では、銀行の預金利子率、コール利率、および割引商会の割引金利は公定歩合よりそれぞれ2％、1％、および0.75％だけ低い水準に定められていた（ただし1981年以降は、金利の自由競争を促進する目的で公定歩合は公表されていない）。
なお、こうした古典的金融制度は、イギリスの通貨発行を保有金量で厳格に拘束する金本位制下の中央銀行政策（公定歩合政策や公開市場政策）に適合的な機能舞台を提供したが、金本位停止後信用統制が量的統制から質的統制へ傾斜するのにともない、その意義は減退した。しかし資本移動を円滑にし、銀行準備金を節約させるなど、重要な役割は失われていない。
他方、資本市場の面では、ロンドン金融市場は有価証券の流通市場たる証券市場と新規証券の発行市場という二つの機能を果たしており、それぞれロンドン証券取引所の会員たる証券取引業者（従来はジョッバーとブローカーに限定されていたが、1986年のビッグバン以後この制度は廃止）と、発行業者協会加盟の証券引受業者（マーチャント・バンカーなど）が主役を演じている。なお、第一次世界大戦まで国際金融の圧倒的な中心地であったが、ニューヨーク金融市場の台頭で後退した。しかし、外国為替などの取引は隆盛を極め、21世紀初頭に入っても、たとえばユーロダラーをはじめとするユーロカレンシー市場の中心として重要な地位を占めつづけている。